# Bršadin
Bršadin (serbiska: Бршадин) är en ort i Kroatien.   Den ligger i länet Srijem, i den östra delen av landet, 230 km öster om huvudstaden Zagreb. Bršadin ligger 85 meter över havet och antalet invånare är 1 521.
Terrängen runt Bršadin är mycket platt. Runt Bršadin är det ganska tätbefolkat, med 166 invånare per kvadratkilometer. Närmaste större samhälle är Vinkovci, 11,7 km sydväst om Bršadin. Trakten runt Bršadin består till största delen av jordbruksmark.